# Solenopsis weiseri
Solenopsis weiseri es una especie de hormiga del género Solenopsis, subfamilia Myrmicinae.